# Paradoxo do gato e pão com manteiga

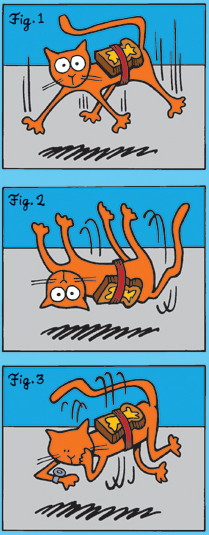
Ilustração do paradoxo do gato com pão com manteiga

O paradoxo do gato com pão e manteiga é um paradoxo anedótico que se constituiu como uma lenda urbana. É formado mediante a combinação de duas crenças da cultura popular:
- Os gatos caem sempre em pé.
- Uma fatia de pão com manteiga cai sempre virada com o lado amanteigado para baixo.

O paradoxo surge quando se considera o que poderia ocorrer se fosse atada uma fatia de pão às costas de um gato, com a parte barrada de manteiga para cima, e se deixasse cair o gato de uma altura considerável.
Obviamente que, se ambas as proposições fossem verdadeiras, o gato cairia de pé, e o pão cairia com o lado amanteigado virado para baixo; como isso não é possível, uma das proposições tem que ser falsa.
Mas, com sentido de humor, algumas pessoas argumentam que, hipoteticamente, se ambas as proposições forem verdadeiras, tal experiência produziria um efeito de antigravidade. A velocidade da queda do "sistema gato e pão" diminuiria; ao mesmo tempo, o "sistema" começaria a rodar em alta velocidade, pois tanto as patas do gato como o lado amanteigado do pão tentariam tocar o chão. Afinal, o sistema atingiria um estado estacionário, flutuando a pouca distância do chão e sempre girando a grande velocidade. Criar-se-ia assim um moto contínuo no qual o "sistema gato e pão" ficaria rodando indefinidamente.
O paradoxo do gato e pão com manteiga é usado como um exemplo de como o raciocínio incorreto pode levar a conclusões absurdas e como é importante avaliar cuidadosamente as premissas de uma argumentação antes de chegar a uma conclusão.